# Voivozi (Șimian), Bihor
Voivozi, mai demult Cheniz, (în maghiară Érkenéz), este un sat în comuna Șimian din județul Bihor, Crișana, România.
Localitatea Voivozi este legată de localitatea Bagamér din Ungaria printr-un drum de 4,474 km, din care 1883,13 m în România și 2590,8 m în Ungaria.
În anul 2014, urmare a unui proces în justiție, biserica parohială ortodoxă a fost retrocedată către mica comunitate greco-catolică din localitate, dimpreună cu casa parohială și 15 ha de teren. Românii ortodocși majoritari au decis să construiască o biserică nouă, astfel că în ziua de 9 martie 2016 Preasfințitul Părinte Sofronie, Episcopul Oradiei, a oficiat slujba de sfințire a pietrei fundamentale a noii biserici parohiale cu hramurile Sfântul Ierarh Nicolae și Sfântul Mare Mucenic Gheorghe.

## Monumente istorice
La Voivozi, în zona Grajdurile CAP, a fost descoperită o necropolă de incinerație din epoca bronzului și hallstattiană, care a fost înscrisă cu codurile RAN 31360.01 și LMI BH-I-s-B-01025.

## Obiective turistice
- Rezervația naturală „Pășunea cu Corynephorus” (5,0 ha).